# Santa Maria d'Alaó
Santa Maria d'Alaó és un monestir romànic llombard del final del segle xi, situat al municipi de Sopeira, dins de la Franja de Ponent, a la comarca de la Ribagorça a la província d'Osca (Aragó).
La seva planta és basilical de tres naus i absis cilíndrics, amb arcuacions cegues, amb un campanar en torre quadrada de 4 pisos. La portalada és dovellada de mig punt amb arquivoltes.
El monestir tenia un claustre del qual només resten alguns peus de les columnes originàries.
El seu estat és correcte i ha estat restaurat.

## Història

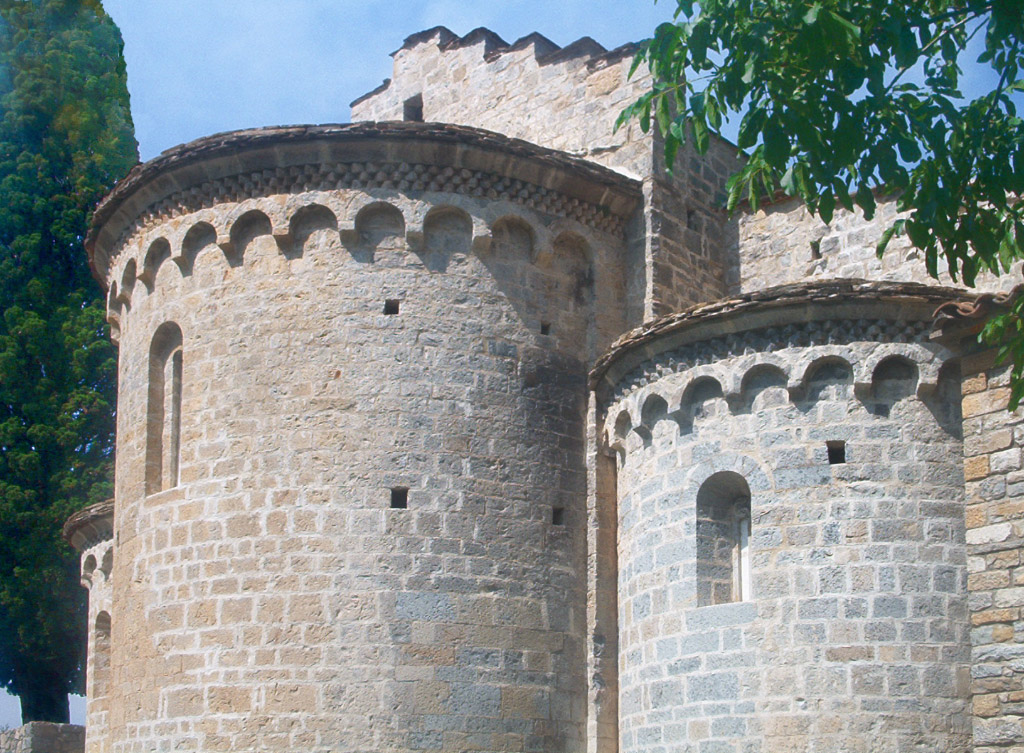
Absis de Santa Maria d'Alaó

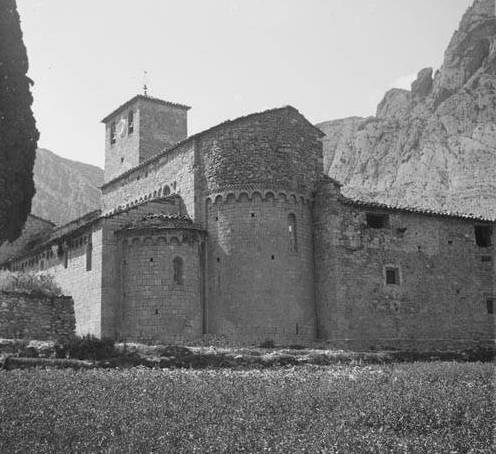
El Monestir en una imatge de 1980

Està documentat des del 806, quan el comte Bigó de Tolosa va encarregar a Crisògon la reorganització del monestir de Santa Maria fundat en temps dels visigots, segurament al segle vi. Fou capçalera del pagus rupacurciense sota autoritat del bisbe d'Urgell. Fou destruït pels musulmans el 1006 i després va perdre el caràcter monàstic amb la reforma cluniacenca i, a finals del segle xi, va passar a dependre de Roda d'Isàvena.
El bisbe Ramon Dalmau va rellançar el monestir i en designà abat Bernat Adelm, monjo de Sant Victorià; va rebre l'impuls de l'orde benedictí, fou restaurat, adoptà el seu aspecte actual i fou consagrat per sant Ramon, bisbe de Roda, el 8 de novembre de 1123. Llavors, va tenir el seu moment d'esplendor i va dominar sobre altres temples de la rodalia que, en molts casos, en segueixen la mateixa estètica. L'abat era quasi un bisbe i diputat del Regne d'Aragó, i assistia a corts en el novè lloc a la dreta. Un dels abats, Benet Latras, va morir mentre assistia a les corts l'11 de juny de 1682 i el seu cos incorrupte fou traslladat a la cripta: donà origen a la llegenda del Cos Sant (els castellans l'anomenen leyenda de Cosàn), que ajudava a un bon trajecte els caminants si se li tirava una moneda.
La vida monàstica va seguir fins al 1836 amb la desamortització de Mendizábal, i va passar a ser una simple església parroquial del poble de Sopeira. Les restes del Cos Sant foren cremades a l'inici de la Guerra civil, com també una talla romànica i altres coses de valor. El seu cartulari és una col·lecció molt important de documents (fins a 327), referents al monestir o dependències seves entre el 806 i el 1245.